# Synidotea magnifica
Synidotea magnifica là một loài chân đều trong họ Idoteidae. Loài này được Menzies & Barnard miêu tả khoa học năm 1959.